# Phantom Island
Phantom Island dvadeset i sedmi je studijski album australskog rock-sastava King Gizzard & the Lizard Wizard. Diskografska kuća p(doom) Records objavila ga je 13. lipnja 2025.
Sastav je počeo snimati uradak dok je snimao prethodni album Flight b741 (2024.). Pjesme na Phantom Islandu tematski su povezane s onima na prijašnjem albumu, ali stilski se razlikuju od njih obilježjima orkestralnog rocka.

## O albumu
Tijekom predaha od svjetske turneje na koju je skupina otišla 2024. objavljen je singl „Phantom Island”; sastav je potvrdio da će 2025. objaviti album koji će na novoj turneji izvoditi uživo s različitim orkestrima. Stu Mackenzie i Ambrose Kenny-Smith izjavili su da su pjesme za uradak stvarali dok su snimali Flight b741, ali da se ta dva uratka razlikuju; Flight b741 više „divlja”, a novi je album „opušteniji”. Mackenzie je komentirao da ih je nas stvaranje orkestarskog albuma potaknuo nastup na Hollywood Bowlu 2023., kad su se iza kulisa upoznali s članovima Losanđeleskoga filharmonijskog orkestra.
Mackenzie je također izjavio:

Pjesme kao da su tražile drukčiju auru i boju, na platno smo morali nanijeti drukčije tempere. Nismo znali da ćemo ih podebljati orkestrom kad smo ih snimali. Da smo to znali, pjesme bi se stvarno promijenile. No u sve smo se upustili polako i opušteno. Improvizirali smo – pjesme smo stvarali spajajući dijelove različitih snimki ili dijelove duljih svirki... Zvuči kao da ste u prostoriji sa sastavom i orkestrom, kao da smo svi zajedno u istoj prostoriji.

Dana 9. travnja 2025. grupa je izjavila da je naziv novog uratka Phantom Island i objavila je popis pjesama na njemu. Šest dana poslije uradak se mogao prednaručiti, a objavljen je i drugi singl „Deadstick” uz popratni glazbeni spot. Skupina je također potvrdila da će objaviti album 13. lipnja te godine i objasnila je zašto je u radu na albumu sudjelovao britanski skladatelj Chad Kelly:

U svoje kameleonske aranžmane unosi obilje glazbene svijesti. Iz posve smo različitih svjetova — on svira Mozarta i Bacha, služi se istim čembalima kao i oni i ugađa ih na isti način. No obožava i mikrotonsku glazbu i sve te štreberske stvari koje ja volim.

Dana 13. svibnja skupina je objavila treći singl „Grow Wings and Fly” uz popratni glazbeni spot. Početkom lipnja objavila je dokumentarni film Making of Phantom Island na YouTubeu koji prikazuje rad na albumu. Sam je album objavljen 13. lipnja.

## Popis pjesama
Sve su pjesme napisali članovi sastava zajedno. Pjesmu „Lonely Cosmos” napisali su svi članovi osim Lucasa Harwooda.
| 1.    | »Phantom Island«     | 5:14 |
| 2.    | »Deadstick«          | 3:33 |
| 3.    | »Lonely Cosmos«      | 5:35 |
| 4.    | »Eternal Return«     | 4:34 |
| 5.    | »Panpsych«           | 4:02 |
| 6.    | »Spacesick«          | 4:50 |
| 7.    | »Aerodynamic«        | 4:46 |
| 8.    | »Sea of Doubt«       | 4:24 |
| 9.    | »Silent Spirit«      | 4:28 |
| 10.   | »Grow Wings and Fly« | 5:08 |
| 46:34 |                      |      |

## Recenzije
| Zbirne ocjene | Zbirne ocjene |
| Izvor         | Ocjena        |
| ------------- | ------------- |
| Metacritic    | 72/100        |
| Recenzije     |               |
| Izvor         | Ocjena        |
| AllMusic      | [ 19 ]        |
| Exclaim!      | 8/10          |
| Far Out       | [ 21 ]        |
| Mojo          | [ 22 ]        |
| Pitchfork     | 6,7/10        |
| The Skinny    | [ 24 ]        |

Dobio je uglavnom pozitivne kritike. Na Metacriticu, sajtu koji prikuplja ocjene recenzenata raznih publikacija i na temelju njih uratku daje prosječnu ocjenu od 0 do 100, uradak je na temelju sedam recenzija osvojio 72 boda od njih 100, što označava „uglavnom pozitivne kritike”.
U recenziji za časopis Mojo James McNair dao mu je četiri zvjezdice od njih pet napisavši da bi taj „gusti, svemirskim countryjem, gipkim zvjezdanim funkom i psihodeličnim popom nabijen album” mogao biti „najbolji” uradak grupe do sada. U časopisu Exclaim! dobio je osam bodova od njih deset, a recenzentica Isabel Glasgow izjavila je da je „zreo pogled na izazove koje nosi uspjeh” i zaključila je da članovi sastava „možda nikad ne zakorače dvaput u isti glazbeni potok, ali očito je da se mogu osloniti jedni na druge kamo god da ih struja ponese”.
Tri zvjezdice od njih pet dao mu je Oscar Lund u recenziji za The Skinny, koji je napisao da su „eksperimenti s limenim, gudaćim i puhaćim glazbalima svakako češće uspješni nego neuspješni” i da članovi sastava na uratku pokazuju kako se „i dalje zabavljaju dok zajedno stvaraju glazbu”. Aimee Ferrier jednako ga je ocijenila u osvrtu za Far Out izjavivši da su „članovi sastava nevjerojatno vješto stvaraju glazbu”, da na uratku „ima nekih odličnih rifova i melodija” i da je „najteatralnije” djelo sastava do sada, ali da se „gudaća i ostala klasična glazbala ne slažu uvijek dobro s pjesmama”. Zaključila je da je skupina postigla što je htjela „ako je namjeravala snimiti rock-mjuzikl nadahnut sedamdesetima”, ali da često zvuči „otrcano” te da mu „manjkaju težina i čvrstina prisutne na najkvalitetnijim albumima KGATLW-a”.
Tim Sendra dao mu je dvije zvjezdice od njih pet u recenziji za AllMusic izjavivši da „čarolije, nažalost, nema na ovom pretjerano iskićenom, nespretno ukrašenom i iznimno razočaravajućem povratku u carstvo boogie rocka”.

## Izvedbe
Godine 2024., prije potvrde da će se pojaviti na novom albumu, pjesma „Grow Wings and Fly” izvedena je dvaput na svjetskoj turneji sastava; jednom u Germania Insurance Amphitheateru u Austinu 15. studenoga, a drugi put dva dana poslije u Mardi Gras Worldu u New Orleansu.
Skupina je najavila da će 2025. otići na turneju po Sjedinjenim Američkim Državama i svirati pjesme s albuma s različitim orkestrima, ali da će u Forest Hills Stadiumu održati uobičajeniji rock-koncert i da će turneju zaključiti nastupima u Buena Visti u Coloradu.

## Zasluge
| King Gizzard & the Lizard Wizard - Ambrose Kenny-Smith – glasovir (osim na 3., 7. i 8. pjesmi; vokal - Michael Cavanagh – bubnjevi, udaraljke - Cook Craig – bas-gitara (na 1., 3., 8. i 10. pjesmi); melotron (na 1. i 6. pjesmi); vokal (na 1., 3., 4., 8. i 10. pjesmi); orgulje (na 2., 4. i 9. pjesmi) - Joey Walker – bas-gitara (na 1., 4. i 5. pjesmi); gitara; vokal (osim na 1., 3. i 8. pjesmi) - Lucas Harwood – bas-gitara (osim na 3. i 8. pjesmi); glasovir (na pjesmi „Eternal Return”); vokal (na 4. i 5. pjesmi) - Stu Mackenzie – bas-gitara (osim na 2., 9. i 10. pjesmi); gitara; melotron (na 1., 2., 3., 5. i 6. pjesmi); orgulje, glasovir (na pjesmi „Phantom Island”); vokal; miksanje, produkcija Ostalo osoblje - Lachlan Carrick – snimanje (orkestra) - Ross Cockle – snimanje orkestra - Brett Kelly – dirigent - Joe Carra – mastering - Jason Galea – ilustracije - Maclay Heriot – fotografija | Dodatni glazbenici - Tim Wilson – saksofon - Lachlan Davidson – saksofon, flauta - Phil Noy – saksofon - Patrick McMullin – truba - Daniel Beasy – truba - Shane Hooton – truba - Chris Vizard – trombon - James Bowman – trombon - Joe O'Callaghan – trombon - Abbey Edlin – rog - Wendy Clarke – flauta - Natasha Fearnside – klarinet - Matthew Kneale – fagot - Madeleine Jevons – violina - Jos Jonker – violina - Miranda Matheson – violina - Ruby Pashas – violina - Josephine Chung – violina - Merewyn Bramble – viola - Karen Columbine – viola - Gemma Kneale – violončelo - Paul Zabrowarny – violončelo - Sam Joseph – pedal steel-gitara (na 5., 8. i 10. pjesmi); prvo snimanje |